# Palazzetto Foscari

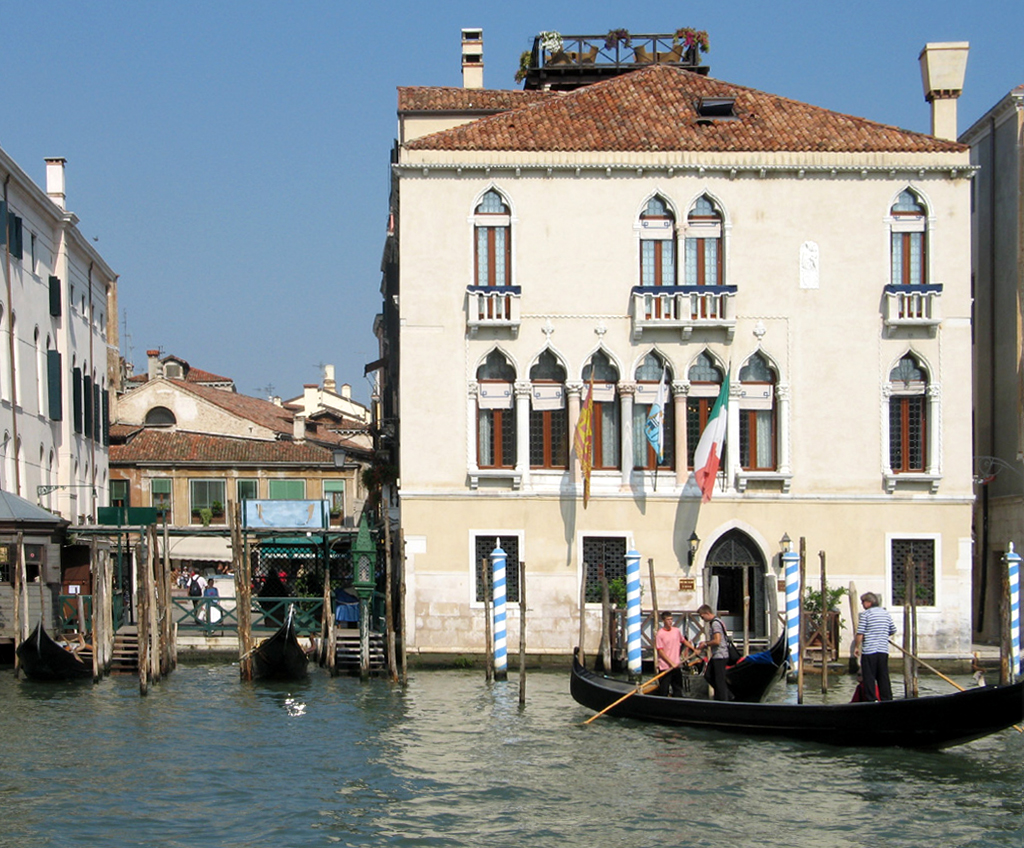
Palazzetto Foscari

Palazzetto Foscari (auch Palazzo Foscari del Prà oder Palazzo Foscari a Santa Sofia) ist ein Palast in Venedig in der italienischen Region Venetien. Er liegt im Sestiere Cannaregio mit Blick auf den Canal Grande neben dem Palazzo Morosini Sagredo, in der Nähe der Kirche Santa Sofia.

## Geschichte
Im Jahre 1520 lebten in dem Palast aus dem 14. Jahrhundert der Gesandte des Herzogs von Mantua und der Herzog Federico Gonzaga. Später fiel der kleine Palast an die Familie Del Prà. Im 18. Jahrhundert lebte dort der deutsche Kaufmann Sigismund Streit (Berlin 13. April 1687 – Padua 20. Dezember 1775). Ende der 1950er Jahre hat der Kaufmann aus Triest Bruno Permutti den Palazzo gekauft und grundsaniert. Die Familie Permutti lebte dort bis 2001. Bis 2001 befand sich im Palazzetto Foscari das Honorarkonsulat der Bundesrepublik Deutschland. Heute ist dort das Hotel Foscari Palace untergebracht.

## Beschreibung
Die Fassade des Palastes hat keinen besonders hohen architektonischen Wert, ist aber wegen seines gotischen, asymmetrischen Mehrfachfensters wichtig.
Das dreistöckige Gebäude hat im Erdgeschoss ein aus der Mitte nach rechts versetztes Portal zum Wasser mit Spitzbogen. Rechts davon liegt ein rechteckiges Fenster, links davon zwei. Das erste Hauptgeschoss besitzt ein Sechsfach-Dreipassfenster, das aus der Mitte nach links verschoben und von einem einzelnen Dreipassfenster auf der rechten Seite flankiert wird. Die beiden äußeren Fenster des Sechsfachfensters und das einzelne Fenster haben breite Fensterbretter aus istrischem Kalkstein, die auf Konsolen ruhen. Im symmetrisch gestalteten, zweiten Hauptgeschoss gibt es ein Doppel-Dreipassfenster in der Mitte, flankiert von zwei gleichartigen Einzelfenstern. Alle Fenster im zweiten Obergeschoss sind mit vorspringenden, kleinen Balkonen aus istrischen Kalkstein versehen. Alle Fenster der Fassade, ebenso wie das Portal zum Wasser, haben Rahmen aus istrischem Kalkstein.
Das Erdgeschoss ist durch ein Gesims von den oberen Geschossen getrennt. Die Dachtraufe ist gezahnt. Darüber sitzt ganz auf der rechten Seite ein großer Kaminkopf. Über dem Sechsfach-Dreipassfenster im ersten Obergeschoss sitzen teilweise (2., 3. und 6. Fenster) Bourbonlilien als Halbrelief. Im zweiten Obergeschoss ist zwischen dem Doppelfenster und dem rechten Einzelfenster ein Halbrelief angebracht.